# 維帕瓦市鎮

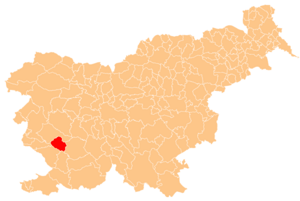

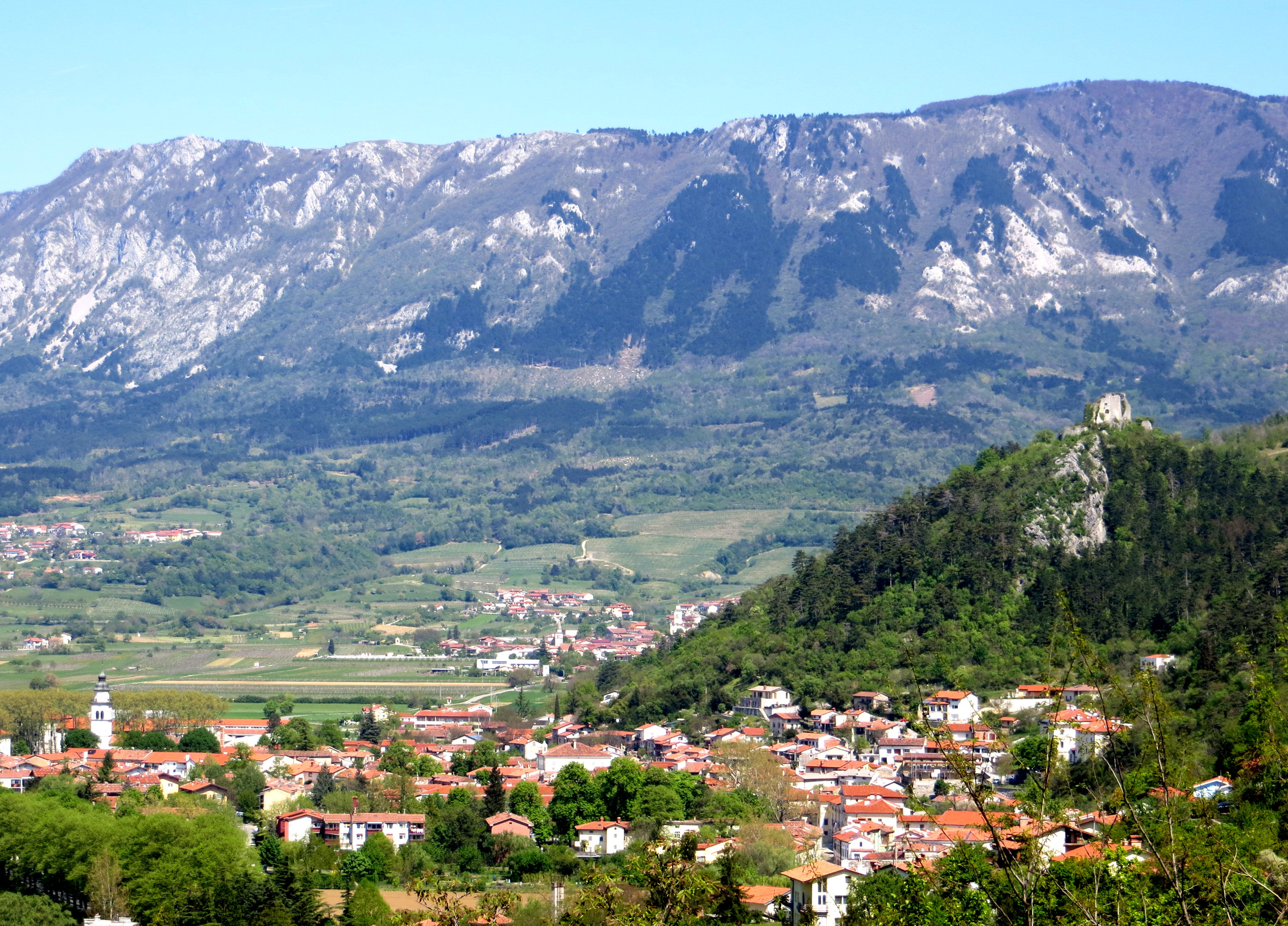
維帕瓦

45°51′N 13°58′E / 45.850°N 13.967°E
維帕瓦市鎮，是斯洛文尼亞西部的一個市镇，傳統上屬於內卡尼奧拉地區，行政中心为維帕瓦。市镇面積为107.4平方公里，2010年人口5,344，人口密度每平方公里50人。该市镇设立于1994年10月3日，当时面积更大的阿伊多夫什契纳市镇分成现在的阿伊多夫什契纳市镇和維帕瓦市鎮。